# Phrynotettix tshivavensis
Phrynotettix tshivavensis is een rechtvleugelig insect uit de familie Romaleidae. De wetenschappelijke naam van deze soort is voor het eerst geldig gepubliceerd in 1852 door Haldeman.